# Рабинянц, Нина Александровна
Рабинянц, Нина Александровна (12 июля 1924 — 2006) — советский и российский театровед, педагог и критик.
Окончила Ленинградский театральный институт, курс Исаака Израилевича Шнейдермана  в 1949 году. Автор статей в крупнейших изданиях — «Театре», «Театральной жизни», «Звезде» , «Искусстве Ленинграда», газетах Ленинграда и Москвы.
Преподавала в Ленинградском театральном институте с конца 1950-х гг . Среди её учеников — киновед, председатель гильдии киноведов, режиссёр и актёр С. Добротворский  и другие.
Автор книг и статей о театре, в том числе книги «Театр молодых» (1965) о ленинградском Театре им. Ленинского комсомола (ныне Театр «Балтийский дом»)  .
Защитила диссертацию в 1953 году.
Жена историка театра, профессора Льва Иосифовича Гительмана.

## Избранные статьи
- Рабинянц Н. Театры, рождённые революцией // Театр и жизнь [: сб.]. Л.-М., 1957 [6]
- Рабинянц Н. Он был самый молодой и любимый // Петербургский театральный журнал, 1994  [7]